# Округ Бразос (Тексас)
Округ Бразос (енгл. Brazos County) је округ у америчкој савезној држави Тексас. По попису из 2010. године број становника је 194.851.

## Демографија
Према попису становништва из 2010. у округу је живело 194.851 становника, што је 42.436 (27,8%) становника више него 2000. године.
| Група             | 2000.           | 2010.           |
| Белци             | 100.647 (66,0%) | 115.252 (59,1%) |
| Афроамериканци    | 16.333 (10,7%)  | 21.414 (11,0%)  |
| Азијати           | 6.110 (4,0%)    | 10.083 (5,2%)   |
| Хиспаноамериканци | 27.253 (17,9%)  | 45.405 (23,3%)  |
| Укупно            | 152.415         | 194.851         |